# Stratosphere (álbum)
Stratosphere es el álbum debut del grupo de space rock Duster, publicado en los Estados Unidos el 24 de febrero de 1998 a través de Up Records. Fue compuesto y grabado principalmente por los miembros Clay Parton y Canaan Dove Amber, con Jason Albertini contribuyendo con la batería en tres pistas.
La séptima pista de la versión en CD del álbum, "Echo, Bravo", no se incluyó en el LP original.

## Lista de canciones
Todas las canciones escritas y compuestas por Clay Parton and Dove Amber. 
| N.º | Título                  | Duración |  |
| 1.  | «Moon Age»              | 1:06     |  |
| 2.  | «Heading for the Door»  | 3:08     |  |
| 3.  | «Gold Dust»             | 2:06     |  |
| 4.  | «Topical Solution»      | 5:01     |  |
| 5.  | «Docking the Pod»       | 1:51     |  |
| 6.  | «The Landing»           | 2:43     |  |
| 7.  | «Echo, Bravo»           | 4:32     |  |
| 8.  | «Constellations»        | 3:43     |  |
| 9.  | «The Queen of Hearts»   | 4:20     |  |
| 10. | «Two Way Radio»         | 0:19     |  |
| 11. | «Inside Out»            | 2:21     |  |
| 12. | «Stratosphere»          | 6:58     |  |
| 13. | «Reed to Hillsborough»  | 4:01     |  |
| 14. | «Shadows of Planes»     | 1:50     |  |
| 15. | «Earth Moon Transit»    | 4:24     |  |
| 16. | «The Twins / Romantica» | 3:43     |  |
| 17. | «Sideria»               | 1:48     |  |